# 根本悠楓
根本 悠楓（ねもと はるか、2003年3月31日 - ）は、北海道白老郡白老町出身のプロ野球選手（投手）。左投左打。北海道日本ハムファイターズ所属。

## 経歴

### プロ入り前
小学校1年から野球を始め、白老町立白翔中学校では軟式野球部に所属し、3年時の第39回全国中学校軟式野球大会では決勝戦で完全試合を達成、その数ヶ月後に行われた第9回U-15アジア野球選手権大会では後に東京ヤクルトスワローズに入団する内山壮真とバッテリーを組み、優勝に貢献。この大会でチームメイトであった山城航太郎は後にプロでもチームメイトになる他、同じくチームメイトであった寺西成騎、平尾柊翔も後にプロ入りする。
進学した苫小牧中央高校では、3年夏は準々決勝で駒大苫小牧相手に15奪三振を記録するも敗れ、甲子園出場経験はなかった。2学年下に斉藤優汰がいた。
2020年10月26日に行われたプロ野球ドラフト会議において、地元の北海道日本ハムファイターズから5位指名を受け、12月2日に契約金2000万円、年俸520万円（推定）で仮契約を結んだ。背番号は59。

### 日本ハム時代
2021年3月31日のイースタン・リーグ、東京ヤクルトスワローズ戦で公式戦初登板となり、1イニングを無安打1四球1奪三振無失点に抑えた。その後は7月中旬から腰の張りで離脱した時期がありながらも、二軍で実戦登板を重ね、ルーキーイヤーはイースタン・リーグで12試合に登板し、1勝1敗・防御率1.82という成績を残した。同リーグ全日程終了後の10月11日からはフェニックスリーグに参加し、11月3日から同16日まで行われた秋季キャンプでは、精度が悪かったというチェンジアップの改良に取り組んだ。オフに現状維持となる推定年俸520万円で契約を更改した。
2022年は春季キャンプを一軍でスタートすると、レギュラーシーズンの開幕も中継ぎとして一軍で迎えた。福岡ソフトバンクホークスとの開幕戦でプロ初登板を果たし、1イニングを無安打2四死球3奪三振無失点に抑えてプロ初ホールドを記録。続く4月1日のオリックス・バファローズ戦ではプロ初先発となったが、3回2/3を1失点で敗戦投手となり、翌2日に出場選手登録を抹消された。二軍調整を経て、5月29日の読売ジャイアンツ戦に先発登板すると、5回5安打3四死球3奪三振2失点という内容でプロ初勝利を挙げた。登板機会が無いために翌30日に出場選手登録を抹消され、6月9日の横浜DeNAベイスターズ戦に先発登板。続く6月21日の東北楽天ゴールデンイーグルス戦ではリリーフ登板となったが、浅村栄斗にソロ本塁打を打たれて2回1失点で翌22日に出場選手登録を抹消され、7月20日のオリックス戦に先発するも、5回2失点で敗戦投手となり、翌21日に再び登録抹消となった。ただ、7月31日の楽天戦に先発して以降は、登板機会の都合による登録抹消が2度ありながらも先発ローテーションの一角を担い、この年は一軍で13試合（11先発）に登板して3勝3敗1ホールド・防御率2.52を記録。また、イースタン・リーグでは10試合の登板で2勝4敗・防御率2.23という成績を残しており、オフの11月25日に開催されたNPB AWARDS 2022にてファーム優秀選手賞を受賞した。同29日の契約更改では780万円増となる推定年俸1300万円でサインした。
2023年は体重と体脂肪を減らしてキャンプインも、後に本人は「いざ投げようってなったら、うまく体重が乗らない。キャンプ中から、どうも腕が振れなくて、ボールに力がない感じでした」と話し、オープン戦では打ち込まれる登板が続き、開幕を二軍で迎えた。徐々に体重を増やし、6月には前年の体重に戻り、二軍戦では自己最速の150km/hを計測。二軍で14試合に登板し、2勝3敗・防御率3.53を記録すると、8月10日の埼玉西武ライオンズ戦でシーズン初登板初先発。3-0で迎えた5回表、二死一・二塁という場面で蛭間拓哉に同点3点本塁打を打たれたが、直後の攻撃で3点を奪ってチームは勝利し、5回3失点ながらも根本にシーズン初勝利が記録された。続く同17日の千葉ロッテマリーンズ戦で左足首に打球が直撃し、3回2/3を無失点で降板となり、打撲により翌18日に登録抹消。9月2日の二軍戦で実戦復帰、同17日のソフトバンク戦で一軍復帰を果たし、この年は5試合の先発登板で3勝1敗・防御率2.88という成績であった。シーズン終了後は第2回アジアチャンピオンシップ（詳細後述）に出場し、オフに300万円増となる推定年俸1600万円で契約を更改した。
2024年はテイクバックを小さくした投球フォームに変更。開幕前に出場した日本代表強化試合では第1戦にリリーフ登板し、1回1四球無失点であった。チームへの合流後は開幕ローテーション入りを目指していたが、オープン戦では結果を残せず、開幕を二軍で迎えた。4月14日のオリックス戦でシーズン初登板初先発となり、チームが1回表に3点を先制するも、直後に3安打3四球で同点を許し、2回裏も2四死球と制球に苦しみ、この回限りで降板。2回3失点で勝敗は付かなかったが、試合後に二軍降格が決定した。降格後も制球を乱す場面が目立ち、5月18日の二軍戦ではリリーフ起用となったものの、1回3安打3四死球4失点の乱調。その後も調子が上がらずにリリーフ起用が続いたが、6月末から先発に戻った。8月3日のソフトバンク戦でシーズン2度目の先発登板となったものの、制球が定まらず、2回1/3を4安打3四球5失点（自責点4）で降板。勝敗は付かなかったが、翌4日に出場選手登録を抹消された。その後の一軍再昇格は果たせず、この年は2試合の先発登板にとどまり、未勝利で防御率14.54。オフに100万円減となる推定年俸1500万円で契約を更改した。

## 代表経歴

### 第2回アジアチャンピオンシップ
2023年10月24日、第2回アジアチャンピオンシップの日本代表に選出されたことが発表された。第2先発として起用され、予選の台湾戦で同点の6回裏から登板し、三者凡退に抑えると、直後に森下翔太のソロ本塁打で先制。7回裏も続投し、2イニングを完全投球で勝利投手となった。韓国との決勝戦でも3回無失点と好投し、日本の同大会2連覇に貢献した。

## 選手としての特徴
身長173cmと投手としては小柄であり、持ち球は最速150km/hのストレート、スライダー、チェンジアップ、フォーク、カーブ。間合いやテンポなどで打者と駆け引きしながら打ち取る投球スタイルである。

## 人物・エピソード
愛称は「ねもっちゃん」。
苫小牧中央高校時代は3年間で怪我がなく、渡辺宏禎監督は「指示されたことを絶対に妥協しない。徹底してやれる。中学時代に日本一になったというおごりも全くない」と準備やトレーニングに対する真摯な姿勢を評価していた。

## 詳細情報

### 年度別投手成績
| 年 度     | 球 団     | 登 板 | 先 発 | 完 投 | 完 封 | 無 四 球 | 勝 利 | 敗 戦 | セ 丨 ブ | ホ 丨 ル ド | 勝 率 | 打 者 | 投 球 回 | 被 安 打 | 被 本 塁 打 | 与 四 球 | 敬 遠 | 与 死 球 | 奪 三 振 | 暴 投 | ボ 丨 ク | 失 点 | 自 責 点 | 防 御 率 | W H I P |
| --------- | --------- | ----- | ----- | ----- | ----- | -------- | ----- | ----- | -------- | ----------- | ----- | ----- | -------- | -------- | ----------- | -------- | ----- | -------- | -------- | ----- | -------- | ----- | -------- | -------- | ------- |
| 2022      | 日本ハム  | 13    | 11    | 0     | 0     | 0        | 3     | 3     | 0        | 1           | .500  | 254   | 60.2     | 52       | 8           | 24       | 0     | 4        | 53       | 1     | 0        | 19    | 17       | 2.52     | 1.25    |
| 2023      | 日本ハム  | 5     | 5     | 0     | 0     | 0        | 3     | 1     | 0        | 0           | .750  | 105   | 25.0     | 12       | 2           | 14       | 0     | 3        | 23       | 0     | 0        | 8     | 8        | 2.88     | 1.04    |
| 2024      | 日本ハム  | 2     | 2     | 0     | 0     | 0        | 0     | 0     | 0        | 0           | ----  | 29    | 4.1      | 7        | 0           | 7        | 0     | 1        | 4        | 1     | 0        | 8     | 7        | 14.54    | 3.23    |
| 通算：3年 | 通算：3年 | 20    | 18    | 0     | 0     | 0        | 6     | 4     | 0        | 1           | .600  | 388   | 90.0     | 71       | 10          | 45       | 0     | 8        | 80       | 2     | 0        | 35    | 32       | 3.20     | 1.29    |

- 2024年度シーズン終了時

### 年度別守備成績
| 年 度 | 球 団    | 投手  | 投手  | 投手  | 投手  | 投手  | 投手     |
| 年 度 | 球 団    | 試 合 | 刺 殺 | 補 殺 | 失 策 | 併 殺 | 守 備 率 |
| ----- | -------- | ----- | ----- | ----- | ----- | ----- | -------- |
| 2022  | 日本ハム | 13    | 3     | 10    | 0     | 1     | 1.000    |
| 2023  | 日本ハム | 5     | 0     | 2     | 0     | 0     | 1.000    |
| 2024  | 日本ハム | 2     | 1     | 2     | 0     | 0     | 1.000    |
| 通算  | 通算     | 20    | 4     | 14    | 0     | 1     | 1.000    |

- 2024年度シーズン終了時

### 記録
初記録
- 初登板・初ホールド：2022年3月25日、対福岡ソフトバンクホークス1回戦（福岡PayPayドーム）、4回裏に3番手で救援登板、1回無失点
- 初奪三振：同上、4回裏に松田宣浩から空振り三振
- 初先発登板：2022年4月1日、対オリックス・バファローズ1回戦（京セラドーム大阪）、3回2/3を1失点で敗戦投手
- 初勝利・初先発勝利：2022年5月29日、対読売ジャイアンツ3回戦（札幌ドーム）、5回2失点

### 背番号
- 59（2021年[8] - ）

### 代表歴
- 第9回 BFA U-15アジア野球選手権大会 日本代表[77]
- 2023 アジア プロ野球チャンピオンシップ 日本代表

### 登場曲
- 「空はまるで」Monkey Magic（2022年 - ）